# Nhóm ngôn ngữ Polynesia
Nhóm ngôn ngữ Polynesia hay nhóm ngôn ngữ Đa Đảo là một nhóm ngôn ngữ có mặt trong vùng địa lý Polynesia cùng một tập hợp đảo nằm ngoài tam giác Polynesia (từ trung nam Micronesia, những đảo nhỏ phía đông quần đảo Solomon, rải rác tại Vanuatu, đến đông Nouvelle-Calédonie). Các học giả xếp nó vào ngữ chi châu Đại Dương trong ngữ hệ Nam Đảo.
Có chừng 40 ngôn ngữ Nam Đảo. Nổi bật nhất trong số này là tiếng Tahiti, tiếng Samoa, tiếng Tonga, tiếng Māori và tiếng Hawaii. Do con người đến định cư ở Polynesia tương đối gần đây và sự đa dạng hóa ngôn ngữ chỉ mới khởi đầu chừng 2.000 năm trước, các ngôn ngữ Polynesia giữ nhiều nét chung. Những ngôn ngữ này có chung nhiều từ cùng gốc, ví dụ: tapu, ariki,  motu, kava, và tapa cũng như Hawaiki- quê gốc trong thần thoại một số nền văn hóa Polynesia.
Mọi ngôn ngữ Polynesia đều tương tự nhau, nhất là trong từ vựng. Hệ thống nguyên âm khá ổn định, hầu như luôn là a, e, i, o và u. Sự đối ứng phụ âm thường theo quy tắc. Ví dụ, từ dạng nguyên thủy *Sawaiki, ta có quê hương truyền thuyết người Māori tại New Zealand là Hawaiki; ở quần đảo Cook, âm là h được thay bằng /ʔ/, nên từ cùng gốc là 'Avaiki; ở quần đảo Hawaii, /ʔ/ thế chỗ cho k, nên đảo lớn nhất có tên Hawai'i; ở Samoa, nơi s không bị h thay thế, v được dùng thay cho w, và k trở thành /ʔ/, đảo lớn nhất là Savai'i.

## Ngôn ngữ
Nhóm ngôn ngữ Polynesia chia làm hai, nhánh Tonga và nhánh Polynesia lõi/hạt nhân. Tiếng Tonga và tiếng Niue (có lẽ cả tiếng Niuafoʻou) tạo nên nhánh Tonga; số còn lại nằm trong nhánh Polynesia hạt nhân.
- Tonga
  - Tonga
  - Niuafoʻou (trên đảo Niuafo'ou, Tonga)
  - Niue
- Polynesia hạt nhân
  - Futuna:
    - Wallis hay Uvea Đông (fakaʻuvea) (đảo Wallis, Wallis và Futuna)
    - Futuna hay Futuna Đông (đảo Futuna, Wallis và Futuna)
    - Pukapuka (Pukapuka, bắc quần đảo Cook)
    - Rennell (đảo Rennell và Bellona, quần đảo Solomon)
    - Tikopia (đảo Tikopia, quần đảo Solomon)
    - Uvea Tây hay Faga Uvea (Ouvéa, Nouvelle-Calédonie)
    - Futuna-Aniwa hay Futuna Tây (Futuna và Aniwa ở Vanuatu)
    - Mele-Fila (đảo Mele, Vanuatu)
    - Emae (đảo Emae, Vanuatu)
    - Anuta (đảo Anuta, Vanuatu)

  - Ellice
    - Samoa
      - Samoa
      - Tokelau

    - Ellice-Outlier
      - Tuvalu
      - Nukuoro (Nukuoro ở Liên bang Micronesia)
      - Kapingamarangi (Kapingamarangi ở Liên bang Micronesia)
      - Nukuria (Nuguria ở đông Papua New Guinea),[4]
      - Takuu (Takuu ở đông Papua New Guinea)
      - Nukumanu (Nukumanu ở đông Papua New Guinea)
      - Ontong Java (hay Luangiua; Ontong Java, quần đảo Solomon)
      - Sikaiana (Sikaiana, quần đảo Solomon)
      - Pileni (cụm Reef, quần đảo Solomon)

    - Polynesia Đông
      - Rapa Nui (đảo Giáng Sinh)
      - Polynesia Trung-Đông
        - Marquises
          - Marquises–Mangareva
            - Marquises (quần đảo Marquises, Polynésie thuộc Pháp)
            - Mangareva (quần đảo Gambier, Polynésie thuộc Pháp)

          - Hawaii (Hawaii, Hoa Kỳ)

        - Tahiti
          - Tahiti (quần đảo Société, Polynésie thuộc Pháp)
          - Australes (quần đảo Australes, Polynésie thuộc Pháp)
          - Rapa (Rapa Iti, Polynésie thuộc Pháp)
          - Tuamotu (quần đảo Tuamotu,  Polynésie thuộc Pháp)
          - Rarotonga hay Māori quần đảo Cook (quần đảo Cook)
          - Rakahanga-Manihiki (Rakahanga và Manihiki, bắc quần đảo Cook)
          - Penrhyn (hay Tongareva; Tongareva, bắc quần đảo Cook)
          - Māori–Moriori
            - Māori (New Zealand)
            - Moriori (quần đảo Chatham, New Zealand) †

### Sự đối ứng
Một phần do các ngôn ngữ Polynesia tách nhau ra tương đối gần đây, một từ trong ngôn ngữ này có thể rất giống với từ tương ứng trong các ngôn ngữ kia. Bảng dưới thể hiện điều đó bằng các từ 'trời', 'gió bắc', 'phụ nữ', 'nhà' và 'cha mẹ'.
|         | Tonga     | Niue      | Samoa     | Sikaiana  | Takuu     | Rapanui   | Tahiti    | Rarotonga | Māori     | Marquises Bắc | Marquises Nam | Hawaii    | Mangareva |
| ------- | --------- | --------- | --------- | --------- | --------- | --------- | --------- | --------- | --------- | ------------- | ------------- | --------- | --------- |
| trời    | /laŋi/    | /laŋi/    | /laŋi/    | /lani/    | /ɾani/    | /ɾaŋi/    | /ɾaʔi/    | /ɾaŋi/    | /ɾaŋi/    | /ʔaki/        | /ʔani/        | /lani/    | /ɾaŋi/    |
| gió bắc | /tokelau/ | /tokelau/ | /toʔelau/ | /tokelau/ | /tokoɾau/ | /tokeɾau/ | /toʔeɾau/ | /tokeɾau/ | /tokeɾau/ | /tokoʔau/     | /tokoʔau/     | /koʔolau/ | /tokeɾau/ |
| phụ nữ  | /fefine/  | /fifine/  | /fafine/  | /hahine/  | /ffine/   |           | /vahine/  | /vaʔine/  | /wahine/  | /vehine/      | /vehine/      | /wahine/  | /veine/   |
| nhà     | /fale/    | /fale/    | /fale/    | /hale/    | /faɾe/    | /haɾe/    | /faɾe/    | /ʔaɾe/    | /ɸaɾe/    | /haʔe/        | /haʔe/        | /hale/    | /faɾe/    |
| cha mẹ  | /maːtuʔa/ | /motua/   | /matua/   |           | /maatua/  | /matuʔa/  | /metua/   | /metua/   | /matua/   | /motua/       | /motua/       | /makua/   | /matua/   |

Vài sự đối ứng nhất định có thể dễ dàng được nhận thấy. Ví dụ, /k/, /ɾ/, /t/, và /ŋ/ trong tiếng Māori ứng với /ʔ/, /l/, /k/, và /n/ trong tiếng Hawaii. Như vậy, "đàn ông" là tangata trong tiếng Māori và kanaka trong tiếng Hawaii, roa "dài" tiếng Māori ứng với loa tiếng Hawaii. Câu chào tiếng Hawaii nổi tiếng aloha ứng với aroha, "[sự] yêu mến" trong tiếng Māori.
Nét tương đồng về từ vựng cơ bản cho phép người nói từ những nhóm đảo khác nhau hiểu nhau đến mức ngạc nhiên. Khi một ngôn ngữ cho thấy sự khác biệt lớn về từ vựng, nhiều khả năng là do kỵ húy tên người đã khuất, như trong tiếng Tahiti.

## Số đếm
| Tiếng Việt     | Một     | Hai    | Ba      | Bốn    | Năm     | Sáu        | Bảy         | Tám          | Chín       | Mười         |
| -------------- | ------- | ------ | ------- | ------ | ------- | ---------- | ----------- | ------------ | ---------- | ------------ |
| Niue           | taha    | ua     | tolu    | fa     | lima    | ono        | fitu        | valu         | hiva       | hogofolu     |
| Tonga          | taha    | ua     | tolu    | fa     | nima    | ono        | fitu        | valu         | hiva       | hongofulu    |
| Samoa          | tasi    | lua    | tolu    | fa     | lima    | ono        | fitu        | valu         | iva        | sefulu       |
| Tuvalu         | tasi    | lua    | tolu    | fa     | lima    | ono        | fitu        | valu         | iva        | agafulu      |
| Nanumea        | tahi    | lua    | tolu    | fā     | lima    | ono        | fitu        | valu         | iva        | toa          |
| Tokelau        | tahi    | lua    | tolu    | fa     | lima    | ono        | fitu        | valu         | iva        | hefulu       |
| Wallis         | tahi    | lua    | tolu    | fā     | nima    | ono        | fitu        | valu         | hiva       | hogofulu     |
| Pukapuka       | tayi    | lua    | tolu    | wa     | lima    | ono        | witu        | valu         | iva        | laugaulu     |
| Rennell        | tahi    | ŋgua   | toŋgu   | hā     | ŋgima   | ono        | hitu        | baŋgu        | iba        | katoa        |
| Pileni         | tasi    | rua    | toru    | fā     | lima    | ono        | fitu        | valu         | iva        | kʰaro        |
| Tikopia        | tasi    | rua    | toru    | fa     | rima    | ono        | fitu        | varu         | siva       | fuaŋafuru    |
| Anuta          | tai     | rua    | toru    | paa    | nima    | ono        | pitu        | varu         | iva        | puangapuru   |
| Uvea Tây       | tahi    | ƚua    | toƚu    | fa     | lima    | tahia-tupu | luaona-tupu | toluona-tupu | faona-tupu | limaona-tupu |
| Emae           | tasi    | rua    | toru    | fa     | rima    | ono        | fitu        | βaru         | siβa       | ŋafuru       |
| Mele           | tasi    | rua    | toru    | fa     | rima    | ono        | fitu        | βaru         | siβa       | siŋafuru     |
| Futuna-Aniwa   | tasi    | rua    | toru    | fa     | rima    | ono        | fitu        | varo         | iva        | tagafuru     |
| Sikaiana       | tahi    | lua    | tolu    | hā     | lima    | ono        | hitu        | valo         | sivo       | sehui        |
| Ontong Java    | kahi    | lua    | kolu    | hā     | lima    | oŋo        | hiku        | valu         | sivo       | sehui        |
| Takuu          | tasi    | lua    | toru    | fa     | rima    | ono        | fitu        | varu         | sivo       | sinafuru     |
| Kapingamarangi | dahi    | lua    | dolu    | haa    | lima    | ono        | hidu        | walu         | hiwa       | mada         |
| Nukuoro        | dahi    | ka-lua | ka-dolu | ka-haa | ka-lima | ka-ono     | ka-hidu     | ka-valu      | ka-siva    | ka-hulu      |
| Rapa Nui       | tahi    | rua    | toru    | ha     | rima    | ono        | hitu        | vaʼu         | iva        | ʼahuru       |
| Tahiti         | tahi    | piti   | toru    | maha   | pae     | ōno        | hitu        | vaʼu         | iva        | hōeʼahuru    |
| Penrhyn        | tahi    | lua    | tolu    | hā     | lima    | ono        | hitu        | valu         | iva        | tahi-ngahulu |
| Rarotonga      | taʼi    | rua    | toru    | ā      | rima    | ono        | ʼitu        | varu         | iva        | ngaʼuru      |
| Tuamotu        | tahi    | rua    | toru    | fā     | rima    | ono        | hitu        | varu         | iva        | rongoʼuru    |
| Maori          | tahi    | rua    | toru    | whā    | rima    | ono        | whitu       | waru         | iwa        | tekau        |
| Moriori        | tehi    | teru   | toru    | tewha  | terima  | teono      | tewhitu     | tewaru       | teiwa      | meangauru    |
| Mangareva      | tahi    | rua    | toru    | ha     | rima    | ono        | hitu        | varu         | iva        | rogouru      |
| Marquises      | e tahi  | e úa   | e toú   | e fa   | e íma   | e ono      | e fitu      | e vaú        | e iva      | ónohuú       |
| Hawaii         | ‘e-kahi | ‘e-lua | ‘e-kolu | ‘e-hā  | ‘e-lima | ‘e-ono     | ‘e-hiku     | ‘e-walu      | ‘e-iwa     | ‘umi         |